# Alcippe de Gould
Schoeniparus brunneus
Espèce
Statut de conservation UICN

 LC  : Préoccupation mineure
L'Alcippe de Gould (Schoeniparus brunneus, anciennement Alcippe brunnea) est une espèce d'oiseaux passereaux de la famille des Pellorneidae.
Son aire s'étend à travers le sud de la Chine, Hainan et Taïwan.